# جهد الجاذبية
في الميكانيكا الكلاسيكية، يكون جهد الجاذبية عند نقطة ما في الفضاء مساويًا للشغل (الطاقة المنقولة) لكل وحدة كتلة ستكون مطلوبة لتحريك جسم إلى تلك النقطة من نقطة مرجعية ثابتة. إنه مشابه للجهد الكهربائي حيث تلعب الكتلة دور الشحنة. النقطة المرجعية، حيث يكون الجهد صفرًا، هي وفقًا للاصطلاح بعيدة بشكل لانهائي عن أي كتلة، مما يؤدي إلى وجود جهد سلبي على أي مسافة محدودة.
في الرياضيات، تُعرف جهود الجاذبية أيضًا باسم الجهود النيوتونية وهي أساسية في دراسة نظرية الجهد. يمكن استخدامه أيضًا لحل الحقول الكهروستاتيكية والمغناطيسية الساكنة الناتجة عن الأجسام الإهليلجية المستقطبة أو المشحونة بشكل موحد.